# Ioan Anca
Ioan Anca (n. 6 septembrie 1866, Șomcuta Mare - d. în sec. al XX-lea) a fost un deputat în Marea Adunare Națională de la Alba Iulia, organismul legislativ reprezentativ al „tuturor românilor din Transilvania, Banat și Țara Ungurească”, cel care a adoptat hotărârea privind Unirea Transilvaniei cu România, la 1 decembrie 1918.:p. 11

## Biografie
Ioan Anca s-a năcut în Șomcuta Mare, jud. Satu Mare, la data de 6 septembrie 1866. A urmat cursurile ciclului liceal la Liceu Român Unit din Blaj, iar pe cele ale ciclului superior la academia teologică din Gherla.:p. 11
În anul 1893 a fost numit preot paroh în Copalni, în 1899 la Coaș, iar în 1915 paroh protopopesc în orașul Baia Sprie.:p. 11
În 1935 a fost transferat la Baia Mare, unde a fost numit canonic consilier eparhial al Eparhiei Maramureșului, Baia Mare. La 1 martie 1940 a ieșit la pensie. S-a mutat mai întâi la Cluj, apoi la 6 septembrie 1940 s-a refugiat la București.:p. 12

## Activitatea politică

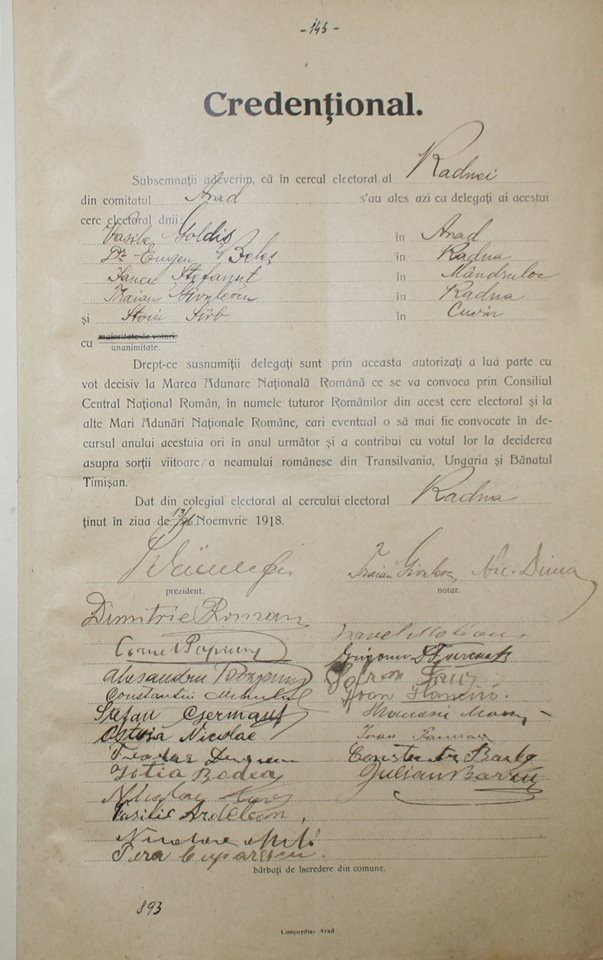
Credențional

A fost președintele Consiliului Național Român din Baia Sprie și a participat la Marea Adunare Națională de la Alba Iulia în calitate de deputat al cercului electoral din Baia Sprie, alături de Victor Anca (fiul său), avocat, Viliam Nistor și Gheorghe Nistor, avocat.:p. 12